# Mistrzostwa Europy w Lekkoatletyce 1946 – bieg na 100 m mężczyzn

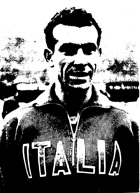
Carlo Monti

Bieg na dystansie 100 metrów mężczyzn był jedną z konkurencji rozgrywanych podczas III Mistrzostw Europy w Oslo. Biegi eliminacyjne i półfinałowe oraz bieg finałowy zostały rozegrane 23 sierpnia 1946 roku. Zwycięzcą tej konkurencji został Brytyjczyk John Archer. W rywalizacji wzięło udział dwudziestu czterech zawodników z czternastu reprezentacji.

## Rekordy
| Rekord świata     | Jesse Owens (USA)     | 10,2 | Chicago, Stany Zjednoczone | 20.06.1936 |
| Rekord Europy     | Arthur Jonath (GER)   | 10,3 | Bochum, Niemcy             | 05.06.1932 |
| Rekord mistrzostw | Orazio Mariani (ITA)  | 10,4 | Paryż, Francja             | 03.09.1938 |
| Rekord mistrzostw | Wil van Beveren (NED) | 10,4 | Paryż, Francja             | 03.09.1938 |

## Wyniki

### Eliminacje
Bieg 1
| Miejsce | Zawodnik              | Czas | Uwagi |
| ------- | --------------------- | ---- | ----- |
| 1       | Finnbjörn Þorvaldsson | 10,8 | Q     |
| 2       | Carlo Monti           | 10,9 | Q     |
| 3       | Jan Lammers           | 10,9 | Q     |
| 4       | Józef Rutkowski       | 11,0 |       |
| 5       | Fernand Bourgaux      | 11,2 |       |

Bieg 2
| Miejsce | Zawodnik        | Czas | Uwagi |
| ------- | --------------- | ---- | ----- |
| 1       | Stig Håkansson  | 10,8 | Q     |
| 2       | Giusto Cattoni  | 11,0 | Q     |
| 3       | Jiří David      | 11,1 | Q     |
| 4       | Kalevi Huttunen | 11,2 |       |
| 5       | Marko Račič     | DQ   |       |

Bieg 3
| Miejsce | Zawodnik        | Czas | Uwagi |
| ------- | --------------- | ---- | ----- |
| 1       | Pol Braekman    | 10,7 | Q     |
| 2       | Stig Danielsson | 10,8 | Q     |
| 3       | Jo Zwaan        | 10,9 | Q     |
| 4       | Bert Liffen     | 10,9 |       |
| 5       | Marijan Slanac  | 11,0 |       |

Bieg 4
| Miejsce | Zawodnik       | Czas | Uwagi |
| ------- | -------------- | ---- | ----- |
| 1       | John Archer    | 10,6 | Q     |
| 2       | Étienne Bally  | 10,8 | Q     |
| 3       | Mirko Paráček  | 10,9 | Q     |
| 4       | Arne Thisted   | 11,0 |       |
| 5       | Kjell Mangseth | 11,2 |       |

Bieg 5
| Miejsce | Zawodnik          | Czas | Uwagi |
| ------- | ----------------- | ---- | ----- |
| 1       | Haakon Tranberg   | 10,8 | Q     |
| 2       | Nikołaj Karakułow | 10,8 | Q     |
| 3       | René Valmy        | 10,9 | Q     |
| 4       | Tage Egemose      | 11,0 |       |

### Półfinały
Półfinał 1
| Miejsce | Zawodnik          | Czas | Uwagi |
| ------- | ----------------- | ---- | ----- |
| 1       | John Archer       | 10,6 | Q     |
| 2       | Stig Håkansson    | 10,7 | Q     |
| 3       | Nikołaj Karakułow | 10,7 |       |
| 4       | Jan Lammers       | 10,8 |       |
| 5       | Giusto Cattoni    | 11,0 |       |

Półfinał 2
| Miejsce | Zawodnik      | Czas | Uwagi |
| ------- | ------------- | ---- | ----- |
| 1       | Étienne Bally | 10,6 | Q     |
| 2       | Carlo Monti   | 10,7 | Q     |
| 3       | Pol Braekman  | 10,8 |       |
| 4       | Jiří David    | 10,9 |       |
| 5       | Jo Zwaan      | 10,9 |       |

Półfinał 3
| Miejsce | Zawodnik              | Czas | Uwagi |
| ------- | --------------------- | ---- | ----- |
| 1       | Haakon Tranberg       | 10,7 | Q     |
| 2       | Finnbjörn Þorvaldsson | 10,8 | Q     |
| 3       | René Valmy            | 10,8 |       |
| 4       | Stig Danielsson       | 10,9 |       |
| 5       | Mirko Paráček         | 11,0 |       |

### Finał
| Miejsce | Zawodnik              | Czas |
| ------- | --------------------- | ---- |
| 1       | John Archer           | 10,6 |
| 2       | Haakon Tranberg       | 10,7 |
| 3       | Carlo Monti           | 10,8 |
| 4       | Étienne Bally         | 10,8 |
| 5       | Stig Håkansson        | 10,8 |
| 6       | Finnbjörn Þorvaldsson | 10,9 |